# Skagaströnd
Skagaströnd est un village du nord de l'Islande, près du fjord Húnaflói, sur la péninsule de Skagi, dans la région Norðurland vestra. L'endroit est renommé pour ses nombreuses attractions naturelles, avec Kálfshamarsvík qui est une des plus belles destinations touristiques d'Islande

## Personnalités liées à la localité
- Jón Þór Birgisson (1975-), chanteur du groupe Sigur Rós